# Alicia del Reino Unido
La princesa Alicia, gran duquesa de Hesse y el Rin (Alice Maud Mary; Londres; 25 de abril de 1843-Darmstadt; 14 de diciembre de 1878), fue gran duquesa consorte de Hesse y el Rin entre 1877 y 1878 por su matrimonio con el gran duque Luis IV de Hesse-Darmstadt. Antes de ser gran duquesa, Alicia fue princesa de Hesse y el Rin entre 1862 y 1877. Alicia, además de ostentar los títulos ya mencionados, fue también princesa del Reino Unido y como tal, miembro de la familia real británica, ya que era la tercera descendiente de la reina Victoria y del príncipe consorte Alberto.
La educación de Alicia fue supervisada por Christian Friedrich Freiherr von Stockmar, amigo cercano del príncipe Alberto. Al igual que sus hermanos, Alicia pasó la infancia viajando con su familia por las diferentes residencias reales británicas. En 1861, cuando el príncipe Alberto enfermó de fiebre tifoidea, Alicia lo cuidó durante toda su enfermedad hasta su muerte el 14 de diciembre de ese mismo año. Tras la muerte de su marido, la reina Victoria cayó en un periodo de luto profundo y Alicia pasó a ser la secretaria oficiosa de su madre durante los seis meses de luto. Cuando la corte aún estaba inmersa en el luto, Alicia se casó, el 1 de julio de 1862, con Luis IV, gran duque de Hesse, un príncipe alemán menor, heredero del gran ducado de Hesse. La reina dijo que la ceremonia, celebrada de forma privada y sin grandes lujos en el castillo de Osborne, parecía «más un funeral que una boda». Debido a las dificultades económicas, las frecuentes tragedias familiares y a la mala relación entre el marido y la madre, la vida de la princesa en Darmstadt fue muy triste.
Alicia fue una prolífica mecenas de las causas de las mujeres —principalmente de las enfermeras— y era admiradora de Florence Nightingale. Cuando Hesse entró en la guerra austro-prusiana y Darmstadt se llenó de heridos, Alicia, embarazada de su hija Irene, dedicó gran parte de su tiempo a organizar los hospitales de campaña. Una de sus organizaciones, la Corporación de Mujeres de la Princesa Alicia, se extendió a nivel nacional y pasó a encargarse de todos los hospitales militares de Darmstadt. También se hizo gran amiga de David Friedrich Strauss, un teólogo que le ofreció una base intelectual para su fe más allá del tradicional sentimentalismo religioso de la época victoriana. En 1877 Alicia se convirtió en gran duquesa de Hesse tras la subida de su marido al trono y sus deberes empezaron a afectarle cada vez más a la salud. Al año siguiente hizo su último viaje a Inglaterra, pasando unas vacaciones pagadas por la reina en Eastbourne. En los últimos meses de 1878, la corte de Hesse sufrió una epidemia de difteria y Alicia cuidó de toda su familia durante más de un mes antes de enfermar. Murió 17 años después que su padre, con solo 35, el 14 de diciembre de 1878, en el nuevo palacio de Darmstadt.
La princesa Alicia fue la madre de la zarina Alejandra Fiódorovna, así como bisabuela de Felipe de Edimburgo, marido de la reina Isabel II del Reino Unido.

## Primeros años

### Nacimiento
Alicia Matilde María (Alice Maud Mary) nació el 25 de abril de 1843 en el Palacio de Buckingham (Londres). Era la tercera hija (la segunda mujer) nacida de la unión de la reina Victoria del Reino Unido y su marido, el príncipe Alberto. El nombre de Alicia le fue dado en honor al primer ministro de la reina, Lord Melbourne, que era un gran admirador de la soberana y que confesó en una ocasión que Alicia era su nombre de mujer favorito. Matilde fue elegido en honor a una de las madrinas de Alicia, la princesa Sofía Matilde de Gloucester, sobrina de Jorge III, y María se eligió porque Alicia nació el mismo día que su tía abuela, la princesa María.
Alicia fue bautizada en la capilla del palacio de Buckingham por el arzobispo de Canterbury, William Howel, el 3 de junio de 1843. La noticia de que era niña fue recibida con una mezcla de sentimientos por parte del pueblo, y el Consejo Privado envió un mensaje a Alberto dándole la enhorabuena por el nacimiento de su segunda hija. Los padrinos escogidos por la reina Victoria fueron Ernesto Augusto I de Hannover, Feodora de Leiningen, Ernesto II de Sajonia-Coburgo-Gotha y Sofía Matilde de Gloucester.

### Infancia

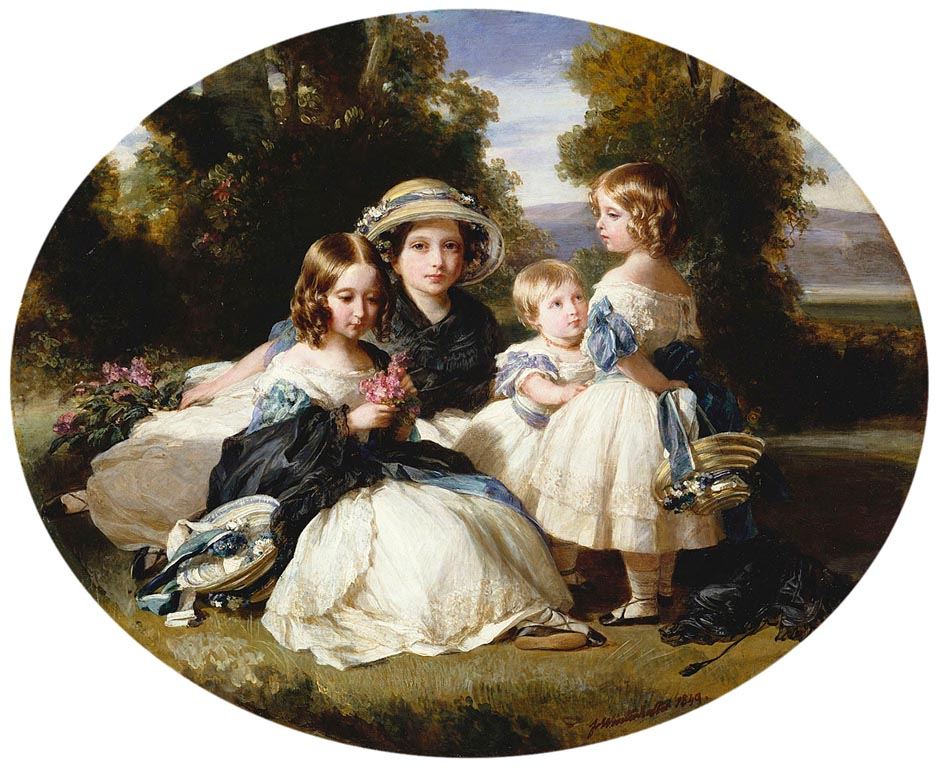
Alicia (1.ª izq.) con sus hermanas: Victoria, Luisa y Elena.

El nacimiento de Alicia hizo que sus padres empezaran a buscar una casa más grande para la familia. El palacio de Buckingham no tenía los aposentos privados que la familia necesitaba ni los cuartos para los niños en las condiciones necesarias. Por eso, en 1844, Victoria y Alberto compraron el castillo de Osborne en la isla de Wight para las vacaciones familiares. 
Alicia fue educada por su padre y por Christian Friedrich Freiherr von Stockmar. En Osborne, Alicia y sus hermanos aprendieron a realizar tareas prácticas concernientes al trabajo doméstico, la cocina, la jardinería y la carpintería. Victoria y Alberto promovieron una monarquía cuya base eran los valores familiares, por lo que Alicia y sus hermanos usaban ropa de clase media todos los días, dormían en cuartos modestamente amueblados y con poca calefacción. Alicia estaba fascinada por el mundo de fuera de la Casa Real y cuando estaba en Balmoral, donde parecía ser más feliz, solía visitar a las personas que vivían y trabajaban en su propiedad. Una vez, de hecho, se escapó de su gobernanta en la capilla del castillo de Windsor y se sentó en un banco público para poder comprender mejor a las personas que no seguían el protocolo real. En 1854, durante la Guerra de Crimea, Alicia, con solo 11 años, visitó junto a su madre y a su hermana mayor los hospitales de Londres para ver a los soldados heridos. Era más sensible que el resto de sus hermanos y más empática con la tristeza de las personas. Estas características de su personalidad eran contrarrestadas por una lengua afilada y un temperamento que se alteraba con facilidad.
Desde su infancia, Alicia tenía una relación íntima con su hermano Eduardo (príncipe de Gales) y, sobre todo, con su hermana Victoria. A pesar de esa relación tan cercana con su hermana, se enfadó con ella cuando esta se casó con el príncipe Federico de Prusia en 1858. A partir de ahí, empezó a sentirse más unida al príncipe de Gales.

### La cariñosa de la familia
La compasión de Alicia hacia el sufrimiento de los otros hizo que se convirtiera en una figura popular. Su abuela Victoria, la madre de la reina Victoria, falleció en Frogmore House el 16 de marzo de 1861. Alicia había pasado mucho tiempo al lado de su abuela; iba a tocar el piano en la sala de visitas de su casa y cuidó de ella en las últimas fases de su enfermedad. La reina se sintió muy triste tras la muerte de su madre y descargó mucho de su dolor con Alicia, a quien su padre, Alberto, le había pedido que la consolara. Victoria le escribió a su tío Leopoldo, el rey de Bélgica, que «Alicia ha sido muy cariñosa y afectuosa conmigo y se ha preocupado mucho por mí».
Algunos meses después, el 14 de diciembre de 1861, Alberto murió en el castillo de Windsor. En sus últimos días, Alicia se mantuvo a su lado y avisó al príncipe de Gales por telegrama del empeoramiento en el estado de su padre sin que lo supiera la reina, ya que le acusaba de ser la causa de la enfermedad de Alberto. La reina quedó destrozada tras la muerte de su marido y la corte entró en un periodo de luto profundo. Alicia se convirtió en la secretaria no oficial de su madre, pues por ella pasaban los papeles oficiales de la reina antes de que llegaran a los ministros del gobierno. Para realizar esta tarea tuvo la ayuda de su hermana menor, Luisa, pues si bien en un primer momento escogió a su hermana Elena, el hecho de que no pudiera cumplir sus obligaciones sin llorar hizo que fuera apartada de este trabajo.

## Matrimonio

### Pretendientes

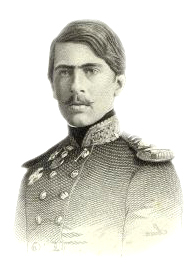
Pedro V de Portugal fue uno de los pretendientes de Alicia.

Los planes de matrimonio para Alicia fueron iniciados por su madre en 1860. La reina había dicho que quería ver a sus hijos casarse por amor, aunque eso no significaba que pudieran escoger a alguien de fuera de los círculos de las casas reales europeas. La cuestión de elevar un súbdito británico a miembro de la realeza, por muy alto que fuera el título que ostentara, provocaba problemas políticos y, además, haría que se perdiese una oportunidad para formar una alianza política con un país extranjero. La reina le pidió a su hija Victoria, que se había casado recientemente con el heredero al trono alemán, que le escribiera una lista con los príncipes disponibles en Europa. En su búsqueda encontró solo a dos candidatos: Guillermo de Orange y el príncipe Alberto de Prusia. Guillermo fue descartado en cuanto se supo que estaba enamorado de una archiduquesa católica y que no mostraba ningún interés por Alicia, a pesar de la presión de su madre, la reina Sofía de los Países Bajos, que era probritánica. Aun así, viajó hasta el castillo de Windsor para que la reina Victoria pudiera verlo personalmente, pero a Alicia no le gustó. El príncipe Alberto también fue descartado después de afirmar que Alicia no era lo suficientemente buena para «alguien que se merece lo mejor de lo mejor». La reina Victoria era fuertemente anticatólica y no eligió a su primo, el rey Pedro V de Portugal, solo por sus creencias religiosas.
Con los dos candidatos principales fuera de juego, la princesa Victoria se fijó en el príncipe Luis de Hesse, un miembro de la realeza menor alemana, sobrino del gran duque Luis III de Hesse-Darmstadt. Victoria fue hasta la corte de Hesse para sugerir a la hermana de Luis, Ana, como posible candidata para el matrimonio de su hermano Eduardo, el príncipe de Gales. A pesar de no haber quedado muy impresionada con ella, sí quedó con buena impresión de sus hermanos Luis y Enrique. Ambos fueron invitados a visitar el castillo de Windsor en 1860 para que pudieran asistir a las carreras de caballos de Ascot con la familia, pero en realidad la visita era una oportunidad para que la reina pudiese inspeccionar a su yerno en potencia. A la reina le gustaron ambos, pero se dio cuenta de que Luis y Alicia se habían caído bien. Cuando la familia se preparaba para irse, Luis pidió una fotografía de Alicia y ella le dejó claro que se sentía atraída por él.

### Compromiso y boda

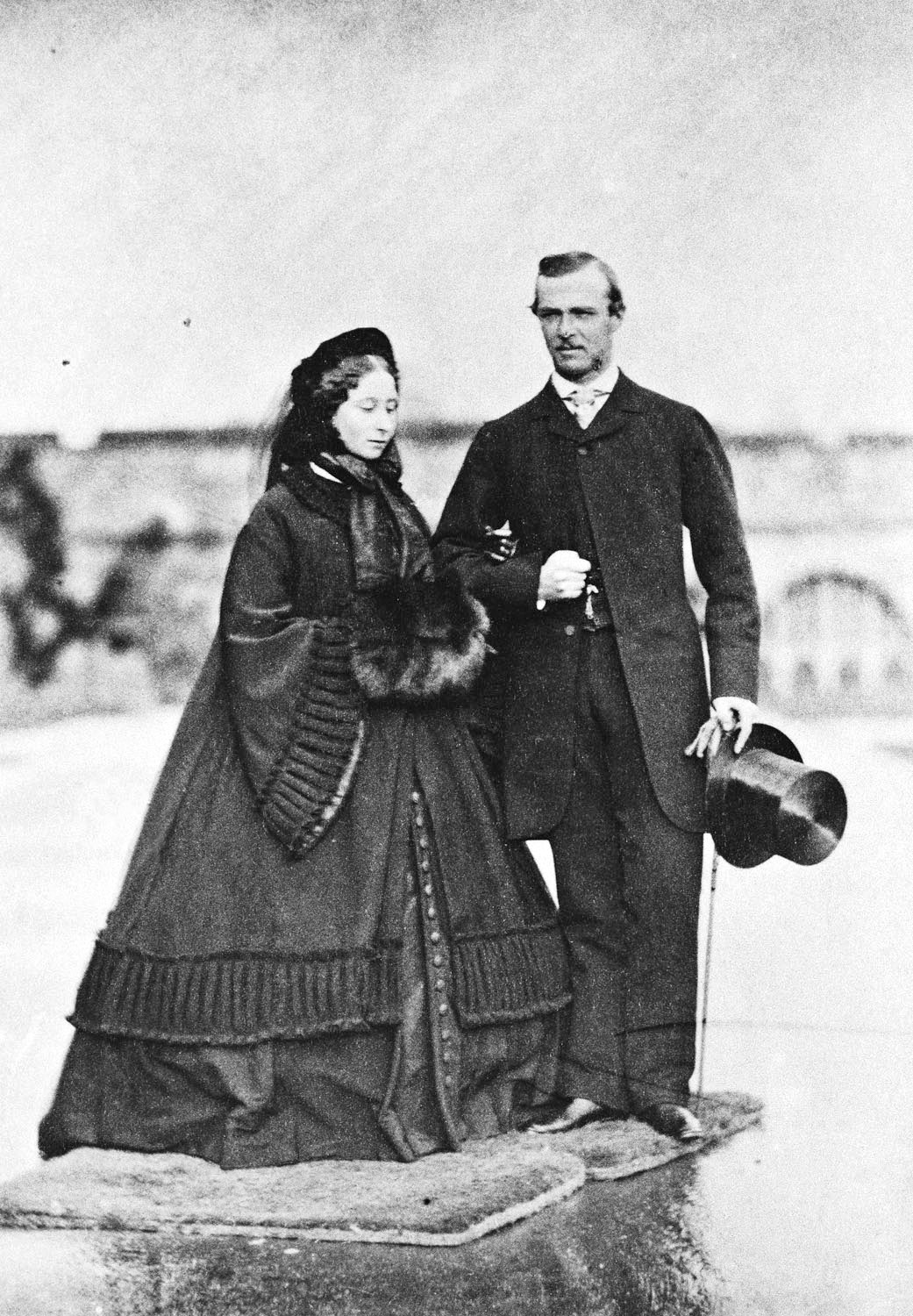
Alicia con su marido Luis de Hesse en 1860.

Alicia se comprometió con Luis de Hesse el 30 de abril de 1861, tras obtener el consentimiento de la reina. La soberana consiguió que el primer ministro Lord Palmerston llevara al parlamento una propuesta para crear una dote de 30 000 libras esterlinas para Alicia. A pesar de que la cuantía era bastante generosa para la época, el príncipe Alberto afirmó que «no se podía hacer gran cosa con ella» en el pequeño gran ducado, principalmente comparado con los bienes que recibió su hermana Victoria como futura reina de Prusia y emperatriz de Alemania. Además, la futura residencia de la pareja en Darmstadt, el palacio gran ducal, no era muy ostentosa. A pesar de que la reina Victoria esperaba que se construyera un nuevo palacio, la población de Darmstadt no quería realizar tal gasto y la controversia causó mucho resentimiento, lo que hizo que Alicia fuera muy impopular incluso antes de instalarse en su nueva casa.
Entre el compromiso y la boda, el padre de Alicia, el príncipe Alberto, murió el 14 de diciembre de 1861. A pesar de la tristeza de la reina, esta ordenó que la boda debía celebrarse tal y como se había planeado. El 1 de julio de 1862, Alicia y Luis se casaron en una ceremonia privada en Osborne House, donde se habilitó una capilla temporal. Alicia llegó al altar del brazo de su tío, Ernesto II de Sajonia-Coburgo-Gotha y tuvo cuatro damas de compañía: sus tres hermanas menores y la hermana de Luis, Ana. En la ceremonia llevó un vestido blanco con un velo, pero tuvo que usar ropa negra de luto antes y después de la ceremonia. La reina, sentada en su sillón, hizo lo posible para esconder las lágrimas y estuvo resguardada de la vista de los demás invitados por el príncipe de Gales y el príncipe Alfredo, que estuvo llorando durante toda la misa. El tiempo en Osborne era sombrío, con vientos provenientes del canal. La reina le escribió a su hija Victoria diciéndole que la ceremonia «parecía más un funeral que una boda» y que le dijo a Alfred Tennyson que había sido «el día más triste que podía recordar». La ceremonia, descrita por Gerard Noel como «la boda real más triste de los tiempos modernos», acabó a las 4 de la tarde y la pareja partió de luna de miel a St. Claire in Ryde, una casa que les prestó la familia Vernon Harcourt. La comitiva de Alicia estaba formada por lady Churchill, el general Seymour y Herr Westerweller, un cortesano de Hesse.
Alicia cuidó de no desagradar a la reina tras la boda. Cuando esta visitó a la pareja en St. Claire, hizo lo posible por no parecer «demasiado feliz». A pesar de eso, la plenitud romántica de Alicia hacía que la reina tuviera celos de su felicidad.

## Vida en Hesse

### Llegada a Darmstadt

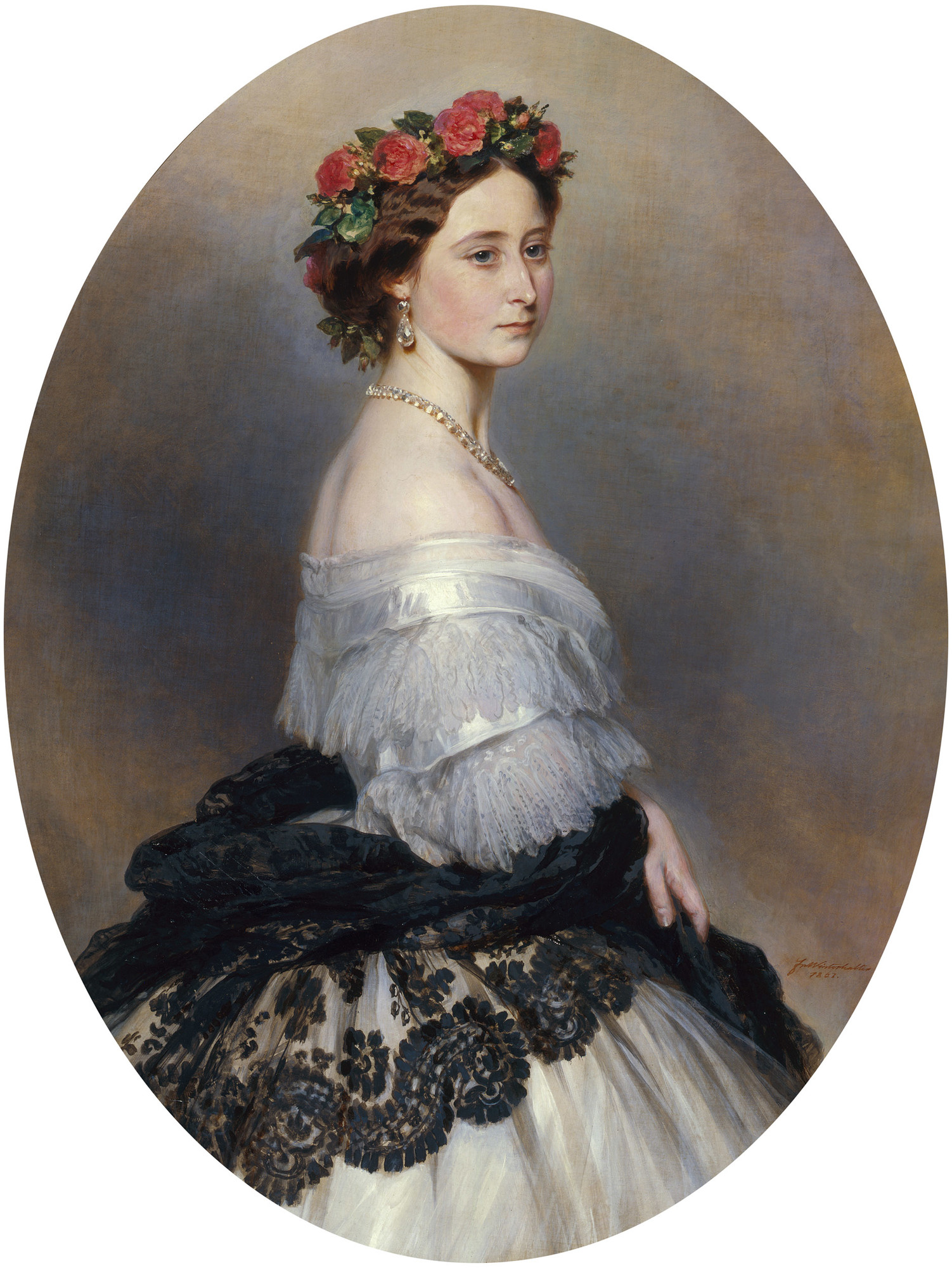
Alicia en 1861.

Alicia y Luis llegaron a Bingen el 12 de junio de 1862 y fueron recibidos por entusiastas multitudes, a pesar de la lluvia torrencial que caía. Tras ser presentada a los políticos de la ciudad, la pareja fue en tren hasta Maguncia, donde desayunaron antes de montarse en el barco a vapor que los llevó a lo largo del río Rin hasta Gustavsburgo. De ahí, tomaron el tren para Darmstadt, donde fueron recibidos con mucho entusiasmo. Alicia escribió a su madre para decirle que «creo que nunca vi una recepción tan sentida», mientras que su hermana Elena le escribió «no puede haber sido recibida con tanto entusiasmo en su entrada en Darmstadt». Alicia no se adaptó inmediatamente a su nueva vida. Echaba de menos su casa y aún no aceptaba que, mientras estaba tan lejos de Inglaterra, su padre ya no estaba vivo para reconfortar a su madre. La reina escribió en su diario: 

Ya han pasado dos semanas desde que nuestra querida Alicia se fue y, por más extraño que parezca y por mucho que ella haya hecho por mí y por más querida y apreciada, por más que me haya reconfortado y me haya dado ánimos, poco la echo de menos o poco siento que se haya ido. Estoy tan sola por otra gran pérdida y tengo un único pensamiento, que todo ha pasado casi sin que me diera cuenta.
Diarios, Victoria del Reino Unido

La cuestión de la residencia donde la pareja iba a vivir se convirtió en un problema tras su llegada, ya que el gran duque no estaba dispuesto a gastar los escasos fondos de Hesse en una casa que fuera lo suficientemente buena para acomodar a una hija de la reina Victoria. Por ello, la pareja recibió una casa en la zona histórica de Darmstadt que tenía vistas a la calle. Sus paredes eran tan finas que se podían oír los carros pasar por la calle. Sin embargo, Alicia se adaptó bien, ya que pasaba el mayor tiempo posible en Hesse para conocer su nuevo hogar. En 1863 viajó a Inglaterra para asistir a la boda de su hermano Eduardo, el príncipe de Gales con la princesa Alejandra de Dinamarca, y dio a luz a su primera hija, Victoria, el 5 de abril de ese mismo año, en presencia de la reina Victoria. El capellán de la corte de Darmstadt fue enviado a Inglaterra expresamente para el bautizo.
Tras regresar a Darmstadt en mayo, Alicia y Luis recibieron una nueva residencia, Kranichstein, al noroeste de Darmstadt. Allí dio a luz a su segunda hija, Isabel, el 1 de noviembre de 1864. Alicia decidió amamantar a su hija, lo que enfureció a la reina Victoria, que era contraria a esa práctica. Además, el hecho de que la reina comprendiera que su hija había encontrado la felicidad plena y, por tanto, iría a visitarla menos a Inglaterra, hizo que se complicara la relación entre madre e hija, situación que se mantendría hasta la muerte de Alicia.

### Guerra austro-prusiana

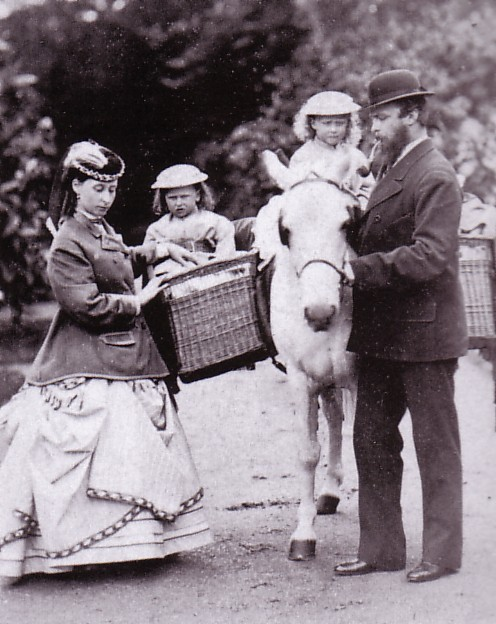
Alicia y Luis con sus hijas Victoria e Isabel.

En 1866, Viena le exigió a Berlín que entregase los territorios conjuntos de los Habsburgo-Hohenzollern a la familia Augustenborg. Berlín se negó y Otto von Bismarck envió tropas a Holstein, controlada por Austria. Esto hizo que el Imperio Austríaco y Prusia entraran en guerra. Hesse estaba de parte de los austríacos con lo cual, técnicamente, Alicia y su hermana Victoria serían enemigas.
Alicia estaba en los últimos días del embarazo de su tercera hija cuando vio a su marido partir para dirigir las tropas de Hesse contra los prusianos y envió a sus dos hijas a Inglaterra para que se quedaran con la reina Victoria. A pesar de su embarazo, Alicia cumplió con sus deberes reales, haciendo vendas para las tropas y preparando hospitales. El 11 de julio, dio a luz a su hija Irene y, cuando las tropas prusianas estaban a punto de entrar en Damstadt, imploró a su marido que se rindiese a los prusianos. Esto provocó la furia del príncipe Alejandro, fuertemente antiprusiano, pero Alicia sabía que los estados alemanes conquistados por Prusia acabarían muy probablemente en una unión formal que tanto ella como su hermana Victoria apoyaban.
Alicia y Luis siempre estuvieron en contacto durante la guerra. Alicia le pedía que no se arriesgara demasiado y Luis le contestaba que no se preocupara. El pánico llegó a Darmstadt y llevó a los jóvenes del ejército a desertar de sus puestos, dejando solo a los centinelas del palacio defendiendo la ciudad. El comportamiento histérico de un general que entró altivo en un hospital gritando «Vienen los prusianos, que cada uno se defienda a sí mismo», a la una de la mañana, enfureció a Alicia. Con el tiempo, se firmó un tratado de paz entre Prusia y Hesse, y Luis le escribió a su esposa diciéndole que ya estaba «a salvo». Los dos se reencontraron por casualidad en la calle, y después fueron a visitar juntos a los heridos. Los prusianos ocuparon Darmstadt y Alicia dedicó mucho tiempo a cuidar a los enfermos y a los heridos. Era amiga de Florence Nightingale, quien consiguió reunir dinero en Inglaterra para enviárselo a Alicia, y esta siguió sus consejos sobre la limpieza y la ventilación de los hospitales.
Pese a sentirse aliviada por el fin de la guerra, Alicia quedó conmocionada con el comportamiento de las tropas prusianas en Hesse. Berlín ocupó las líneas ferroviarias y los telégrafos del gran ducado, y pidió tres millones de florines de indemnización a Hesse. Alicia le escribió a su madre quien, a su vez, escribió a Victoria, que le respondió que no podía hacer nada por aliviar «la posición dolorosa y preocupante en la que nuestra querida Alicia se encuentra», pues era «uno de los resultados inevitables de esta horrible guerra». El zar ruso intervino pidiéndole al rey de Prusia que dejara al gran duque que se quedara con su trono. El hecho de que Alicia fuera hermana de la princesa heredera también influyó en la generosidad prusiana. Sin embargo, a Alicia le enfureció que la princesa Victoria visitase la región conquistada de Homburg, que había pertenecido a Hesse, poco después de que se convirtiera en territorio prusiano.

### David Strauss
Alicia se hizo amiga del teólogo David Strauss, una figura controvertida de la época. En 1835, Strauss había publicado la obra La vida de Jesús, donde defendía que la Biblia no podía interpretarse literalmente como la palabra de Dios, un punto de vista que rozaba la herejía en círculos ortodoxos. La perspectiva de Alicia era similar a la del teólogo y creía que la sociedad victoriana de su época estaba representando a Dios de una forma que sería «irreconocible para los primeros cristianos». Strauss también le ofrecía a Alicia el tipo de compañerismo intelectual que su marido no podía darle y, por eso, era invitado muchas veces para leer en privado para Alicia. La amistad floreció y Strauss fue presentado a la hermana de Alicia, Victoria y a su cuñado Federico, que lo invitaron a ir a Berlín. En 1870, Strauss quiso dedicar su nueva obra Voltaire a Alicia, pero tuvo miedo de pedirlo y entonces ella le pidió a este que le dedicara el libro. Sin embargo, la amistad de Alicia con Strauss enfureció a la emperatriz Augusta, que denominó a Alicia «una completa atea», tras conocer el pensamiento del teólogo.

### 1871: relaciones políticas y familiares

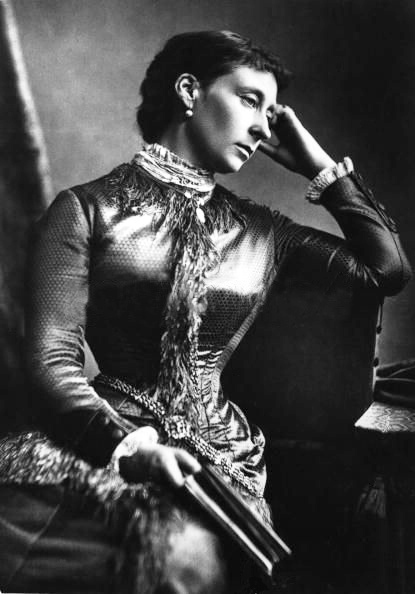
Alicia en 1875.

En enero de 1871 se creó el Imperio alemán y la opinión de Alicia quedó dividida: se sentía orgullosa por ver la unificación de Alemania, pero triste por ver a su marido obligado a luchar en el bando prusiano. Los dos estuvieron separados durante un año entero y solo se veían en las pequeñas pausas de la guerra. Alicia se lamentaba de lo «infeliz que había sido el año pasado». Viajó hasta Balmoral para visitar a su madre, pero como estaba recuperándose de dos enfermedades graves, Alicia sentía que no era bien recibida. Por ello, Alicia y Luis se quedaron con los príncipes de Gales en Sandringham, donde Luis pudo ir de caza. Sin embargo, poco antes de la fecha de partida de estos, el príncipe de Gales enfermó de fiebre tifoidea y su estado llegó a ser crítico, aunque tras un periodo agitado pudo recuperarse.
Tras la recuperación del príncipe, la reina quería, por encima de todo, que los agasajos por su buena salud fueran para la princesa de Gales y no para Alicia. La reina aún recordaba que Alicia se había opuesto a su elección para el marido de la princesa Elena, y la relación entre ellas siguió empeorando hasta la muerte de Alicia. A la reina no le gustaba la idea de ver a Alicia amamantando a sus hijos, ni su interés por la ginecología o el cuerpo humano. Cuando la hermana de Alicia, Luisa, se casó el 21 de marzo de 1871, la reina le escribió a Luisa: «preferiría no tener que encontrármela [a Alicia] tan pronto, pues sé cómo es su curiosidad y, aún peor y es algo que no me gusta decir de mi propia hija, sé cómo es de poco delicada e incluso grosera (...) cuando Lenchen me visitó en 1869 y le conté estas cosas, aquella pobre cristiana quedó conmocionada». La reina también se irritaba con las cartas de Alicia donde se quejaba de su pobreza y de sus intentos por animarla cuando la visitaba. Victoria estaba satisfecha con su tristeza y no quería que nadie la animara. El hecho de que a Alicia no le gustara el aislamiento funerario de su madre estropeó aún más la relación.

## Últimos años
La tragedia alcanzó a Alicia el 29 de mayo de 1873, cuando su hijo más querido, Federico, a quien llamaba «Frittie», murió tras caer 6 metros desde una ventana. El niño padecía hemofilia y, a pesar de haber recuperado el conocimiento, no fue posible parar la hemorragia interna. Alicia nunca consiguió recuperarse de este golpe y le escribió a su madre, dos meses después: «Me alegra saber que tienes una fotografía en color de mi querido hijo. Me siento más baja de moral y más triste que nunca y lo echo de menos continuamente». Sin embargo, las atenciones de la reina estaban dirigidas a su hijo, el príncipe Alfredo, que estaba prometido a la gran duquesa María Aleksándrovna de Rusia. El zar se había negado a llevar a su hija hasta Inglaterra para supervisar la boda y, en vez de eso, le insistió a la reina para que se encontrara con la familia en Alemania. Alicia apoyó esta idea y, el mismo día que había escrito a la reina para hablarle de Federico, esta le respondió de forma seca: «Te pusiste totalmente del lado ruso y creo que tú, mi querida hija, no me deberías decir lo que debo hacer».

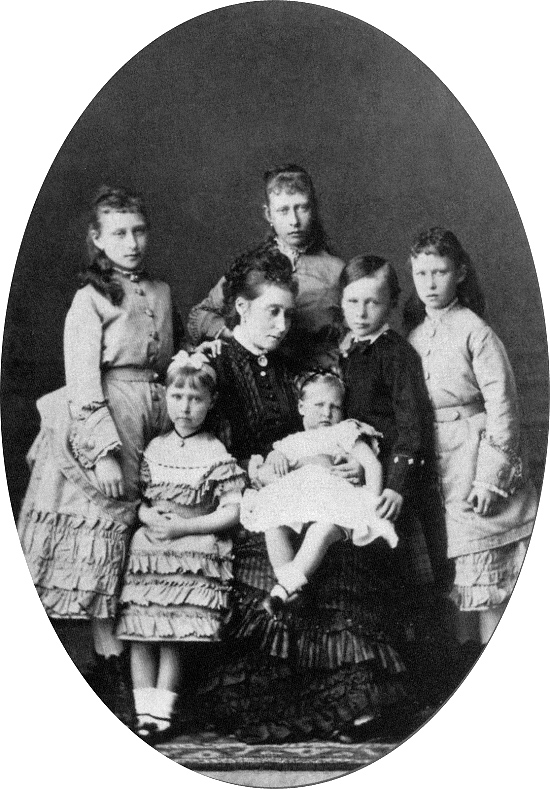
Alicia con sus hijos en 1876.

Tras la muerte de Federico, Alicia se sintió más próxima a su hijo Ernesto y a su hija recién nacida, María. En 1875 retomó sus deberes públicos, que incluían recaudar fondos así como trabajo médico y social, que siempre le habían interesado mucho. Mantuvo siempre una correspondencia activa con la reformista social Octavia Hill. Sin embargo, en estos años, la relación con su marido empezó a deteriorarse. A finales de 1876, fue a Inglaterra para tratarse de una curvatura en el vientre y se quedó en Balmoral mientras se recuperaba. Allí escribió una carta en la que criticaba el infantilismo de las cartas de su marido: «si mis hijos me escribieran cartas tan infantiles —solo pequeñas historias— de dónde han comido, de dónde han estado, etc. sin dar su opinión, ni ninguna observación o comentario, me hubiera sorprendido. Imagínate cómo me quedo cuando eres tú el que me escribes así». El 3 de octubre de 1876 le escribió otra carta desesperada a Luis: 

Esperaba compañerismo verdadero pues, para colmo, la vida en Darmstadt no tiene nada más que ofrecerme (...) Por eso, naturalmente, estoy muy desilusionada conmigo misma cuando miro atrás y veo que, a pesar de las grandes ambiciones, de las buenas intenciones y del esfuerzo, mis esperanzas se han deshecho (...) Dices, querido mío, que nunca me harías daño a posta (...) solo lamento la falta de cualquier intención o deseo —aunque fuera interiorizado— de tu parte para ser más para mí, y esto no significa que pases todo el tiempo conmigo, sin tener el deseo de compartir nada conmigo. Pero hago mal en hablar de esto. Tus cartas no son tan adorables y amables —sino tan vacías— que siento que cada vez tengo menos cosas que decirte que a cualquier otra persona. Lluvia, mal tiempo, cosas que pasaron, es todo lo que tengo que decirte —y es tan distante de mi verdadero ser, de mi vida más profunda, de la tuya— (...) Intenté una y otra hablarte de cosas serias, cuando siento necesidad de hacerlo, pero nunca estamos juntos, nos desarrollamos por separado (...) y es por eso que siento que el compañerismo verdadero nunca va a existir entre nosotros —porque nuestros pensamientos nunca se van a encontrar— (...) también he de decir que te quiero mucho, mi querido marido, y por eso es tan triste sentir que nuestra vida, a pesar de esto, sigue tan incompleta (...) Pero no te puedo culpar por eso —nunca lo he pensado, nunca—.
Alicia del Reino Unido

Al día siguiente, Alicia escribió una carta mucho más corta a Luis en la que le decía que estaba ansiosa por reencontrarse con él y que esperaba que «mi carta no te haya preocupado —pero es mejor ser honesta con mis sentimientos—».

### Gran duquesa

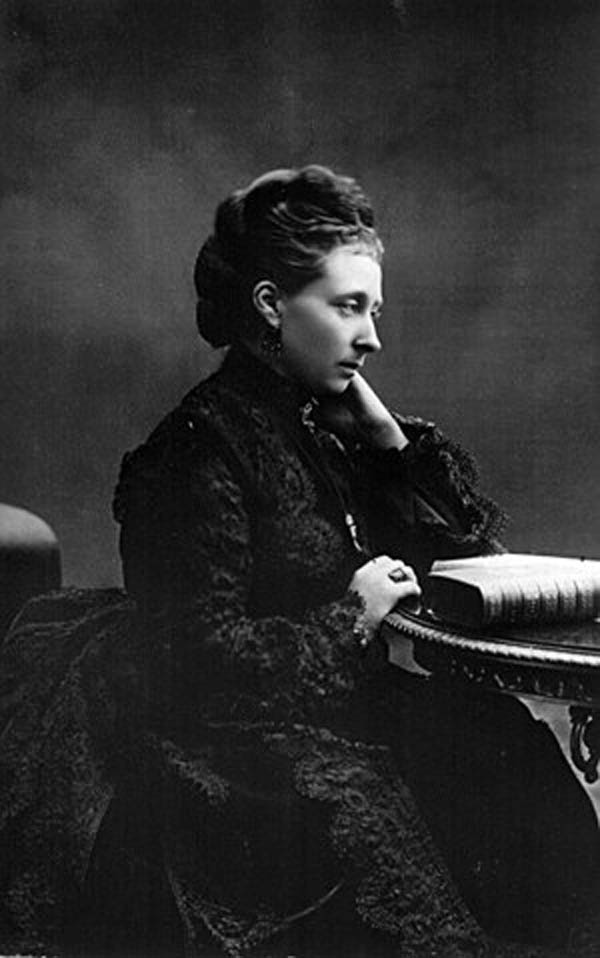
Alicia, c.1869.

A pesar de los problemas conyugales, Alicia siguió siendo un fuerte apoyo de su marido, censurando a quienes no le reconocían sus talentos y habilidades. El 20 de marzo de 1877, el padre de Luis, Carlos, murió, convirtiéndolos a ambos en herederos al trono. El 13 de junio de ese mismo año, el tío de Luis, Luis III, murió y ellos se convirtieron en grandes duques de Hesse. Sin embargo, la falta de popularidad de Alicia en Darmstadt hizo que ella y sus hijos pasaran los meses de julio y agosto en Houlgate, en Normandía, donde Luis los visitaba con frecuencia. La gran duquesa se sentía dolida por su reputación en Darmstadt y empezó a sentirse cada vez más frustrada debido a su mala fama en el gran ducado. En agosto de 1877, Luis le escribió, expresándole su esperanza de que «la amargura del agua salada te haga olvidar la amargura que ahora sientes por Darmstadt. Por favor, amor mío, no hables mal del reino cuando me una a ti, porque estropearías la felicidad de verte nuevamente».
Alicia se tomó a pecho las palabras de Luis y le respondió: 

Ten la seguridad de que no te voy a hablar de Darmstadt cuando llegues (...) No tengo ninguna intención de decirte nada desagradable, mucho menos a ti. Tú te sacudes todo lo desagradable como un caniche se sacude el agua del pelo cuando sale del mar. Caracteres como el tuyo siempre hacen más felices a uno mismo, pero no están hechos para ayudar, reconfortar o aconsejar a los demás, ni para compartir con otros el calor del mediodía o el frío de la noche, con introspección, comprensión y simpatía.
Alicia del Reino Unido

La carta de respuesta de Luis «hizo a Alicia llorar» y, tras este incidente, las cartas de Alicia a Luis empezaron a ser más valientes y a elogiar la capacidad de Luis para tomar decisiones solo.
El regreso de Alicia y Luis a Darmstadt fue muy celebrado, algo que ella no esperaba. Sin embargo, las obligaciones eran muy exigentes y eso llevó a Alicia a escribirle a su madre que «todo me da miedo». Usó su nueva posición para reformar las condiciones sociales en Darmstadt, pero creía que su nueva responsabilidad de Landesmutter (madre del pueblo) le exigía mucho esfuerzo. En otra carta dirigida a su madre, escribió que sus obligaciones eran «más de lo podía aguantar mucho tiempo». Sentía igualmente angustia por un rumor que decía que había sido cruel con la tía de Luis, la gran duquesa Matilde, así como dolida por una carta poco simpática de la reina Victoria. Alicia se quejó a Luis de que esa carta «me hizo llorar de rabia (...) ojalá estuviera muerta y probablemente no falta mucho para darle ese gusto a mamá». Sin embargo, no queda constancia de qué pudo haber causado ese ataque de rabia.
La Navidad de 1877 fue un descanso para Alicia, pues su familia se volvió a unir y ella adoraba a su hija pequeña, María. Estaba demasiado cansada para asistir a la boda de su sobrina, la princesa Carlota, en Berlín en enero de 1878. En lugar de eso, se introdujo en el mundo de las artes y las ciencias y se distanció de los protocolos sociales. Sin embargo, seguía sintiendo la pesada carga de sus obligaciones. En otoño de 1878, la reina Victoria le pagó unas vacaciones a la familia gran ducal en Eastbourne. Alicia cumplió varias de sus obligaciones reales en el viaje y visitó a su madre en Osborne antes de volver al nuevo palacio de Darmstadt cerca de final de año.

### Enfermedad y muerte
En noviembre de 1878 el palacio se vio afectado por una epidemia de difteria. La hija mayor de Alicia, Victoria, fue la primera en enfermar tras haberse quejado de un dolor de garganta en la noche del 5 de noviembre. Le fue diagnosticada difteria la mañana siguiente y la enfermedad se extendió rápidamente a otros cuatro hijos de Alicia: Alejandra, María, Irene y Ernesto. Su marido se contagió poco después. Isabel fue la única que no enfermó y fue enviada al palacio de la abuela.
María estaba muy grave el 15 de noviembre y Alicia fue a su cuarto. Sin embargo, cuando llegó ya era tarde; María había muerto asfixiada. La gran duquesa le escribió a la reina Victoria que «el dolor no tiene palabras». Alicia le escondió la noticia de la muerte de María a sus hermanos durante varias semanas, pero acabó por decírselo a Ernesto a principios de diciembre. Su reacción fue peor de lo que esperaba y, en principio, se negó a creerla. Cuando él se puso a llorar, Alicia rompió su regla sobre el contacto personal con enfermos y le dio un beso. Sin embargo, en un principio, Alicia no enfermó. De hecho, se vio con su hermana Victoria cuando esta pasó por Darmstadt camino de Inglaterra y le escribió ese mismo día diciendo que sentía «una pequeña alegría». Sin embargo, el sábado de esa semana, el 14 de diciembre, la fecha del aniversario de la muerte de su padre, enfermó gravemente de difteria que su hijo le había contagiado. Sus últimas palabras fueron «querido papá» y quedó inconsciente a las 2:30 de la mañana. Murió a las 8:30 de esa misma mañana.
Alicia fue enterrada el 18 de diciembre de 1878 en el mausoleo gran ducal en Rosenhöhe, en los alrededores de Darmstadt, con la bandera del Reino Unido cubriendo el ataúd. Se erigió un monumento especial sobre su sepultura, que representaba a Alicia con su hija María en los brazos, concebido por Joseph Boehm. Alicia fue la primera hija de la reina Victoria que murió. Esta vivió aún más de veinte años y vio morir a dos hijos más (Leopoldo y Alfredo) antes de su muerte en 1901.

## Legado

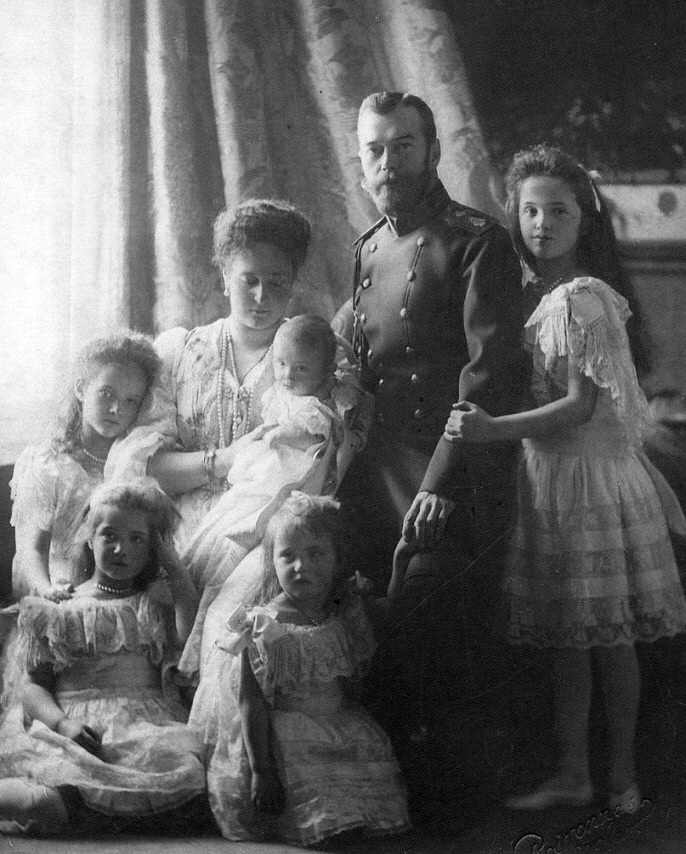
Alejandra, la hija más conocida de Alicia, con su marido, Nicolás II y sus cinco hijos Alexis (en los brazos de la madre), Tatiana, María, Anastasia y Olga. Alejandra recibió el gen de la hemofilia de su madre y se lo pasó a su hijo, lo que afectó a la popularidad de los Romanov en Rusia y ayudó al estallido de la revolución rusa en 1917.

La muerte de Alicia causó un impacto emocional tanto en Gran Bretaña como en Hesse. The Times escribió: «Las personas más humildes se sentían afines a la princesa, que era un modelo de virtud familiar como hija, hermana, esposa y madre (...) Su abundante compasión buscó fuentes de ayuda para el gran desperdicio desconocido del sufrimiento humano». Illustrated London News escribió que «la lección de vida de la princesa fallecida es tan noble como obvia. El valor moral es más importante que una posición de privilegio». Su muerte fue también profundamente lamentada por la familia real, principalmente por el hermano y la cuñada de Alicia, el príncipe y la princesa de Gales. Cuando la princesa de Gales supo la noticia, exclamó: «Ojalá hubiera muerto yo en vez de ella». El príncipe le escribió al conde de Granville que Alicia «era mi hermana preferida. Tan bondadosa, tan amable, tan inteligente. Habíamos pasado por tantas cosas juntos...».
La reina Victoria, impactada por el dolor, le escribió a su hija Victoria: «Mi querida hija, que estuvo a mi lado y me animó hace diecisiete años se fue el mismo día y por una enfermedad tan horrible y espantosa (...) Ella tenía la personalidad de su querido papá y mucho de su carácter abnegado y sin miedo y esa dedicación completa al deber». La animosidad que Victoria sentía por su hija dejó de existir. La princesa Victoria expresó su dolor a su madre en una carta de 39 páginas en las que lamentaba profundamente la muerte de Alicia, la hermana a la que se sentía más cercana. Sin embargo, tanto ella como su marido no pudieron asistir al funeral porque el emperador de Alemania se lo impidió, pues temía por su seguridad.
Los descendientes de Alicia jugaron papeles importantes en la historia mundial. Su sexta hija, Alejandra, se casó con el zar Nicolás II de Rusia. Alejandra pasó el gen de la hemofilia que había heredado de la madre a su hijo, el zarévich Alexis, lo que ayudó en mucho al éxito de la Revolución rusa de 1917. Alejandra y su marido, así como sus cinco hijos, fueron asesinados por los bolcheviques el año siguiente. Del mismo modo, la segunda hija de Alicia, Isabel, que se casó con el gran duque Sergio, fue asesinada en 1918. El nieto de Alicia, Luis Mountbatten, fue el último virrey de la India, y su bisnieto, el príncipe Felipe de Edimburgo, se casó con la reina Isabel II.

## Descendencia
| Nombre       | Fecha de nacimiento     | Fecha de fallecimiento   | Notas |
| ------------ | ----------------------- | ------------------------ | --- |
| Victoria     | 5 de abril de 1863      | 24 de septiembre de 1950 | Se casó con Luis de Battenberg, futuro marqués de Milford Haven (1854-1921); con descendencia. |
| Isabel       | 1 de noviembre de 1864  | 18 de julio de 1918      | Adoptó el nombre de Isabel Fiódorovna al bautizarse en la fe ortodoxa. Se casó con el hijo del emperador Alejandro II de Rusia, el gran duque Sergio (1857-1905). Fue asesinada por los bolcheviques. Sin descendencia.             |
| Irene        | 11 de julio de 1866     | 11 de noviembre de 1953  | Se casó con Enrique de Prusia (1862-1929), hijo de Federico III de Alemania y su tía, Victoria. Con descendencia. |
| Ernesto Luis | 25 de noviembre de 1868 | 9 de octubre de 1937     | Se convirtió en gran duque de Hesse en 1892 y abdicó en 1918. Se casó con su prima Victoria Melita de Sajonia-Coburgo-Gotha (1876-1936), se divorció y se casó con Eleonore de Solms-Hohensolms-Lich (1871-1937). Con descendencia. |
| Federico     | 7 de octubre de 1870    | 29 de mayo de 1873       | Sufría hemofilia y murió de una hemorragia interna tras caer de una ventana cuando tenía dos años y medio. |
| Alix         | 6 de junio de 1872      | 17 de julio de 1918      | Adoptó el nombre de Alejandra Fiódorovna al bautizarse en la fe ortodoxa. Se casó con el zar Nicolás II de Rusia (1868-1918). Fue asesinada junto con su marido y sus hijos por los bolcheviques. Con descendencia.                 |
| María        | 24 de mayo de 1874      | 16 de noviembre de 1878  | Murió de difteria con cuatro años. Sin descendencia. |

## Títulos y órdenes

### Títulos
- 25 de abril de 1843 - 1 de julio de 1862: Su Alteza Real la princesa Alicia.
- 1 de julio de 1862 - 13 de junio de 1877: Su Alteza Real la princesa Luis de Hesse y del Rin.
- 13 de junio de 1877 - 14 de diciembre de 1878: Su Alteza Real la gran duquesa de Hesse y del Rin.

### Órdenes
- Dama de primera clase de la Real Orden de Victoria y Alberto.[84] ( Reino Unido)
- 31 de diciembre de 1877: Dama de la Orden de la Corona de la India.[85] (Imperio británico)

## Ancestros
| \| \| \| \| \| \| \| \| \| \| \| \| \| \| \| \| \| \| \| \| 16. Ernesto Federico, duque de Sajonia-Coburgo-Saalfeld \| \| \| \| \| \| \| \| \| \| \| \| \| \| \| \| \| \| \| \| \| \| \| \| \| \| \| \| \| \| \| \| \| \| \| \| \| \| \| \| \| \| \| \| \| \| \| \| \| \| \| \| \| \| 8. Francisco, duque de Sajonia-Coburgo-Saalfeld \| \| \| \| \| \| \| \| \| \| \| \| \| \| \| \| \| \| \| \| \| \| \| \| \| \| \| \| \| \| \| \| \| \| \| \| \| \| \| \| \| \| \| \| \| \| \| \| \| \| \| \| \| \| 17. Princesa Sofía Antonia de Brunswick-Wolfenbüttel \| \| \| \| \| \| \| \| \| \| \| \| \| \| \| \| \| \| \| \| \| \| \| \| \| \| \| \| \| \| \| \| \| \| \| \| \| \| \| \| \| \| \| \| \| \| \| \| \| \| \| \| \| \| 4. Ernesto I, duque de Sajonia-Coburgo y Gotha \| \| \| \| \| \| \| \| \| \| \| \| \| \| \| \| \| \| \| \| \| \| \| \| \| \| \| \| \| \| \| \| \| \| \| \| \| \| \| \| \| \| \| \| \| \| \| \| \| \| \| \| \| \| 18. Enrique XXIV, conde de Reuss-Ebersdorf \| \| \| \| \| \| \| \| \| \| \| \| \| \| \| \| \| \| \| \| \| \| \| \| \| \| \| \| \| \| \| \| \| \| \| \| \| \| \| \| \| \| \| \| \| \| \| \| \| \| \| \| \| \| 9. Condesa Augusta de Reuss-Ebersdorf \| \| \| \| \| \| \| \| \| \| \| \| \| \| \| \| \| \| \| \| \| \| \| \| \| \| \| \| \| \| \| \| \| \| \| \| \| \| \| \| \| \| \| \| \| \| \| \| \| \| \| \| \| \| 19. Condesa Carolina Ernestina de Erbach-Schönberg \| \| \| \| \| \| \| \| \| \| \| \| \| \| \| \| \| \| \| \| \| \| \| \| \| \| \| \| \| \| \| \| \| \| \| \| \| \| \| \| \| \| \| \| \| \| \| \| \| \| \| \| \| \| 2. Príncipe Alberto de Sajonia-Coburgo y Gotha \| \| \| \| \| \| \| \| \| \| \| \| \| \| \| \| \| \| \| \| \| \| \| \| \| \| \| \| \| \| \| \| \| \| \| \| \| \| \| \| \| \| \| \| \| \| \| \| \| \| \| \| \| \| 20. Ernesto II, duque de Sajonia-Gotha-Altemburgo \| \| \| \| \| \| \| \| \| \| \| \| \| \| \| \| \| \| \| \| \| \| \| \| \| \| \| \| \| \| \| \| \| \| \| \| \| \| \| \| \| \| \| \| \| \| \| \| \| \| \| \| \| \| 10. Augusto, duque de Sajonia-Gotha-Altemburgo \| \| \| \| \| \| \| \| \| \| \| \| \| \| \| \| \| \| \| \| \| \| \| \| \| \| \| \| \| \| \| \| \| \| \| \| \| \| \| \| \| \| \| \| \| \| \| \| \| \| \| \| \| \| 21. Princesa Carlota de Sajonia-Meiningen \| \| \| \| \| \| \| \| \| \| \| \| \| \| \| \| \| \| \| \| \| \| \| \| \| \| \| \| \| \| \| \| \| \| \| \| \| \| \| \| \| \| \| \| \| \| \| \| \| \| \| \| \| \| 5. Princesa Luisa de Sajonia-Gotha-Altemburgo \| \| \| \| \| \| \| \| \| \| \| \| \| \| \| \| \| \| \| \| \| \| \| \| \| \| \| \| \| \| \| \| \| \| \| \| \| \| \| \| \| \| \| \| \| \| \| \| \| \| \| \| \| \| 22. Federico Francisco I, gran duque de Mecklemburgo-Schwerin \| \| \| \| \| \| \| \| \| \| \| \| \| \| \| \| \| \| \| \| \| \| \| \| \| \| \| \| \| \| \| \| \| \| \| \| \| \| \| \| \| \| \| \| \| \| \| \| \| \| \| \| \| \| 11. Duquesa Luisa Carlota de Mecklemburgo-Schwerin \| \| \| \| \| \| \| \| \| \| \| \| \| \| \| \| \| \| \| \| \| \| \| \| \| \| \| \| \| \| \| \| \| \| \| \| \| \| \| \| \| \| \| \| \| \| \| \| \| \| \| \| \| \| 23. Princesa Luisa de Sajonia-Gotha-Altemburgo \| \| \| \| \| \| \| \| \| \| \| \| \| \| \| \| \| \| \| \| \| \| \| \| \| \| \| \| \| \| \| \| \| \| \| \| \| \| \| \| \| \| \| \| \| \| \| \| \| \| \| \| \| \| 1. Princesa Alicia del Reino Unido \| \| \| \| \| \| \| \| \| \| \| \| \| \| \| \| \| \| \| \| \| \| \| \| \| \| \| \| \| \| \| \| \| \| \| \| \| \| \| \| \| \| \| \| \| \| \| \| \| \| \| \| \| \| 24. Federico, príncipe de Gales \| \| \| \| \| \| \| \| \| \| \| \| \| \| \| \| \| \| \| \| \| \| \| \| \| \| \| \| \| \| \| \| \| \| \| \| \| \| \| \| \| \| \| \| \| \| \| \| \| \| \| \| \| \| 12. Jorge III del Reino Unido \| \| \| \| \| \| \| \| \| \| \| \| \| \| \| \| \| \| \| \| \| \| \| \| \| \| \| \| \| \| \| \| \| \| \| \| \| \| \| \| \| \| \| \| \| \| \| \| \| \| \| \| \| \| 25. Princesa Augusta de Sajonia-Gotha \| \| \| \| \| \| \| \| \| \| \| \| \| \| \| \| \| \| \| \| \| \| \| \| \| \| \| \| \| \| \| \| \| \| \| \| \| \| \| \| \| \| \| \| \| \| \| \| \| \| \| \| \| \| 6. Príncipe Eduardo, duque de Kent y Strathearn \| \| \| \| \| \| \| \| \| \| \| \| \| \| \| \| \| \| \| \| \| \| \| \| \| \| \| \| \| \| \| \| \| \| \| \| \| \| \| \| \| \| \| \| \| \| \| \| \| \| \| \| \| \| 26. Duque Carlos Luis de Mecklemburgo-Strelitz, Señor de Mirow \| \| \| \| \| \| \| \| \| \| \| \| \| \| \| \| \| \| \| \| \| \| \| \| \| \| \| \| \| \| \| \| \| \| \| \| \| \| \| \| \| \| \| \| \| \| \| \| \| \| \| \| \| \| 13. Duquesa Carlota de Mecklemburgo-Strelitz \| \| \| \| \| \| \| \| \| \| \| \| \| \| \| \| \| \| \| \| \| \| \| \| \| \| \| \| \| \| \| \| \| \| \| \| \| \| \| \| \| \| \| \| \| \| \| \| \| \| \| \| \| \| 27. Princesa Isabel Albertina de Sajonia-Hildburghausen \| \| \| \| \| \| \| \| \| \| \| \| \| \| \| \| \| \| \| \| \| \| \| \| \| \| \| \| \| \| \| \| \| \| \| \| \| \| \| \| \| \| \| \| \| \| \| \| \| \| \| \| \| \| 3. Victoria del Reino Unido \| \| \| \| \| \| \| \| \| \| \| \| \| \| \| \| \| \| \| \| \| \| \| \| \| \| \| \| \| \| \| \| \| \| \| \| \| \| \| \| \| \| \| \| \| \| \| \| \| \| \| \| \| \| 28. Ernesto Federico, duque de Sajonia-Coburgo-Saalfeld (= 16) \| \| \| \| \| \| \| \| \| \| \| \| \| \| \| \| \| \| \| \| \| \| \| \| \| \| \| \| \| \| \| \| \| \| \| \| \| \| \| \| \| \| \| \| \| \| \| \| \| \| \| \| \| \| 14. Francisco, duque de Sajonia-Coburgo-Saalfeld (= 8) \| \| \| \| \| \| \| \| \| \| \| \| \| \| \| \| \| \| \| \| \| \| \| \| \| \| \| \| \| \| \| \| \| \| \| \| \| \| \| \| \| \| \| \| \| \| \| \| \| \| \| \| \| \| 29. Princesa Sofía Antonia de Brunswick-Wolfenbüttel (= 17) \| \| \| \| \| \| \| \| \| \| \| \| \| \| \| \| \| \| \| \| \| \| \| \| \| \| \| \| \| \| \| \| \| \| \| \| \| \| \| \| \| \| \| \| \| \| \| \| \| \| \| \| \| \| 7. Princesa Victoria de Sajonia-Coburgo-Saalfeld \| \| \| \| \| \| \| \| \| \| \| \| \| \| \| \| \| \| \| \| \| \| \| \| \| \| \| \| \| \| \| \| \| \| \| \| \| \| \| \| \| \| \| \| \| \| \| \| \| \| \| \| \| \| 30. Enrique XXIV, conde de Reuss-Ebersdorf (= 18) \| \| \| \| \| \| \| \| \| \| \| \| \| \| \| \| \| \| \| \| \| \| \| \| \| \| \| \| \| \| \| \| \| \| \| \| \| \| \| \| \| \| \| \| \| \| \| \| \| \| \| \| \| \| 15. Condesa Augusta de Reuss-Ebersdorf (= 9) \| \| \| \| \| \| \| \| \| \| \| \| \| \| \| \| \| \| \| \| \| \| \| \| \| \| \| \| \| \| \| \| \| \| \| \| \| \| \| \| \| \| \| \| \| \| \| \| \| \| \| \| \| \| 31. Condesa Carolina Ernestina de Erbach-Schönberg (= 19) \| \| \| \| \| \| \| \| \| \| \| \| \| \| \| \| \| \| \| \| \| \| \| \| \| \| \| \| \| \| \| \| \| \| \| \| \| \| \| \| \| \| \| \| \| \| \| \| \| \| \| \| |                                                                |  |  |  |  |  |  |  |  |  |  |  |  |  |  |  |
| |                                                                |  |  |  |  |  |  |  |  |  |  |  |  |  |  |  |
| | 16. Ernesto Federico, duque de Sajonia-Coburgo-Saalfeld        |  |  |  |  |  |  |  |  |  |  |  |  |  |  |  |
| |                                                                |  |  |  |  |  |  |  |  |  |  |  |  |  |  |  |
| |                                                                |  |  |  |  |  |  |  |  |  |  |  |  |  |  |  |
| | 8. Francisco, duque de Sajonia-Coburgo-Saalfeld                |  |  |  |  |  |  |  |  |  |  |  |  |  |  |  |
| |                                                                |  |  |  |  |  |  |  |  |  |  |  |  |  |  |  |
| |                                                                |  |  |  |  |  |  |  |  |  |  |  |  |  |  |  |
| | 17. Princesa Sofía Antonia de Brunswick-Wolfenbüttel           |  |  |  |  |  |  |  |  |  |  |  |  |  |  |  |
| |                                                                |  |  |  |  |  |  |  |  |  |  |  |  |  |  |  |
| |                                                                |  |  |  |  |  |  |  |  |  |  |  |  |  |  |  |
| | 4. Ernesto I, duque de Sajonia-Coburgo y Gotha                 |  |  |  |  |  |  |  |  |  |  |  |  |  |  |  |
| |                                                                |  |  |  |  |  |  |  |  |  |  |  |  |  |  |  |
| |                                                                |  |  |  |  |  |  |  |  |  |  |  |  |  |  |  |
| | 18. Enrique XXIV, conde de Reuss-Ebersdorf                     |  |  |  |  |  |  |  |  |  |  |  |  |  |  |  |
| |                                                                |  |  |  |  |  |  |  |  |  |  |  |  |  |  |  |
| |                                                                |  |  |  |  |  |  |  |  |  |  |  |  |  |  |  |
| | 9. Condesa Augusta de Reuss-Ebersdorf                          |  |  |  |  |  |  |  |  |  |  |  |  |  |  |  |
| |                                                                |  |  |  |  |  |  |  |  |  |  |  |  |  |  |  |
| |                                                                |  |  |  |  |  |  |  |  |  |  |  |  |  |  |  |
| | 19. Condesa Carolina Ernestina de Erbach-Schönberg             |  |  |  |  |  |  |  |  |  |  |  |  |  |  |  |
| |                                                                |  |  |  |  |  |  |  |  |  |  |  |  |  |  |  |
| |                                                                |  |  |  |  |  |  |  |  |  |  |  |  |  |  |  |
| | 2. Príncipe Alberto de Sajonia-Coburgo y Gotha                 |  |  |  |  |  |  |  |  |  |  |  |  |  |  |  |
| |                                                                |  |  |  |  |  |  |  |  |  |  |  |  |  |  |  |
| |                                                                |  |  |  |  |  |  |  |  |  |  |  |  |  |  |  |
| | 20. Ernesto II, duque de Sajonia-Gotha-Altemburgo              |  |  |  |  |  |  |  |  |  |  |  |  |  |  |  |
| |                                                                |  |  |  |  |  |  |  |  |  |  |  |  |  |  |  |
| |                                                                |  |  |  |  |  |  |  |  |  |  |  |  |  |  |  |
| | 10. Augusto, duque de Sajonia-Gotha-Altemburgo                 |  |  |  |  |  |  |  |  |  |  |  |  |  |  |  |
| |                                                                |  |  |  |  |  |  |  |  |  |  |  |  |  |  |  |
| |                                                                |  |  |  |  |  |  |  |  |  |  |  |  |  |  |  |
| | 21. Princesa Carlota de Sajonia-Meiningen                      |  |  |  |  |  |  |  |  |  |  |  |  |  |  |  |
| |                                                                |  |  |  |  |  |  |  |  |  |  |  |  |  |  |  |
| |                                                                |  |  |  |  |  |  |  |  |  |  |  |  |  |  |  |
| | 5. Princesa Luisa de Sajonia-Gotha-Altemburgo                  |  |  |  |  |  |  |  |  |  |  |  |  |  |  |  |
| |                                                                |  |  |  |  |  |  |  |  |  |  |  |  |  |  |  |
| |                                                                |  |  |  |  |  |  |  |  |  |  |  |  |  |  |  |
| | 22. Federico Francisco I, gran duque de Mecklemburgo-Schwerin  |  |  |  |  |  |  |  |  |  |  |  |  |  |  |  |
| |                                                                |  |  |  |  |  |  |  |  |  |  |  |  |  |  |  |
| |                                                                |  |  |  |  |  |  |  |  |  |  |  |  |  |  |  |
| | 11. Duquesa Luisa Carlota de Mecklemburgo-Schwerin             |  |  |  |  |  |  |  |  |  |  |  |  |  |  |  |
| |                                                                |  |  |  |  |  |  |  |  |  |  |  |  |  |  |  |
| |                                                                |  |  |  |  |  |  |  |  |  |  |  |  |  |  |  |
| | 23. Princesa Luisa de Sajonia-Gotha-Altemburgo                 |  |  |  |  |  |  |  |  |  |  |  |  |  |  |  |
| |                                                                |  |  |  |  |  |  |  |  |  |  |  |  |  |  |  |
| |                                                                |  |  |  |  |  |  |  |  |  |  |  |  |  |  |  |
| | 1. Princesa Alicia del Reino Unido                             |  |  |  |  |  |  |  |  |  |  |  |  |  |  |  |
| |                                                                |  |  |  |  |  |  |  |  |  |  |  |  |  |  |  |
| |                                                                |  |  |  |  |  |  |  |  |  |  |  |  |  |  |  |
| | 24. Federico, príncipe de Gales                                |  |  |  |  |  |  |  |  |  |  |  |  |  |  |  |
| |                                                                |  |  |  |  |  |  |  |  |  |  |  |  |  |  |  |
| |                                                                |  |  |  |  |  |  |  |  |  |  |  |  |  |  |  |
| | 12. Jorge III del Reino Unido                                  |  |  |  |  |  |  |  |  |  |  |  |  |  |  |  |
| |                                                                |  |  |  |  |  |  |  |  |  |  |  |  |  |  |  |
| |                                                                |  |  |  |  |  |  |  |  |  |  |  |  |  |  |  |
| | 25. Princesa Augusta de Sajonia-Gotha                          |  |  |  |  |  |  |  |  |  |  |  |  |  |  |  |
| |                                                                |  |  |  |  |  |  |  |  |  |  |  |  |  |  |  |
| |                                                                |  |  |  |  |  |  |  |  |  |  |  |  |  |  |  |
| | 6. Príncipe Eduardo, duque de Kent y Strathearn                |  |  |  |  |  |  |  |  |  |  |  |  |  |  |  |
| |                                                                |  |  |  |  |  |  |  |  |  |  |  |  |  |  |  |
| |                                                                |  |  |  |  |  |  |  |  |  |  |  |  |  |  |  |
| | 26. Duque Carlos Luis de Mecklemburgo-Strelitz, Señor de Mirow |  |  |  |  |  |  |  |  |  |  |  |  |  |  |  |
| |                                                                |  |  |  |  |  |  |  |  |  |  |  |  |  |  |  |
| |                                                                |  |  |  |  |  |  |  |  |  |  |  |  |  |  |  |
| | 13. Duquesa Carlota de Mecklemburgo-Strelitz                   |  |  |  |  |  |  |  |  |  |  |  |  |  |  |  |
| |                                                                |  |  |  |  |  |  |  |  |  |  |  |  |  |  |  |
| |                                                                |  |  |  |  |  |  |  |  |  |  |  |  |  |  |  |
| | 27. Princesa Isabel Albertina de Sajonia-Hildburghausen        |  |  |  |  |  |  |  |  |  |  |  |  |  |  |  |
| |                                                                |  |  |  |  |  |  |  |  |  |  |  |  |  |  |  |
| |                                                                |  |  |  |  |  |  |  |  |  |  |  |  |  |  |  |
| | 3. Victoria del Reino Unido                                    |  |  |  |  |  |  |  |  |  |  |  |  |  |  |  |
| |                                                                |  |  |  |  |  |  |  |  |  |  |  |  |  |  |  |
| |                                                                |  |  |  |  |  |  |  |  |  |  |  |  |  |  |  |
| | 28. Ernesto Federico, duque de Sajonia-Coburgo-Saalfeld (= 16) |  |  |  |  |  |  |  |  |  |  |  |  |  |  |  |
| |                                                                |  |  |  |  |  |  |  |  |  |  |  |  |  |  |  |
| |                                                                |  |  |  |  |  |  |  |  |  |  |  |  |  |  |  |
| | 14. Francisco, duque de Sajonia-Coburgo-Saalfeld (= 8)         |  |  |  |  |  |  |  |  |  |  |  |  |  |  |  |
| |                                                                |  |  |  |  |  |  |  |  |  |  |  |  |  |  |  |
| |                                                                |  |  |  |  |  |  |  |  |  |  |  |  |  |  |  |
| | 29. Princesa Sofía Antonia de Brunswick-Wolfenbüttel (= 17)    |  |  |  |  |  |  |  |  |  |  |  |  |  |  |  |
| |                                                                |  |  |  |  |  |  |  |  |  |  |  |  |  |  |  |
| |                                                                |  |  |  |  |  |  |  |  |  |  |  |  |  |  |  |
| | 7. Princesa Victoria de Sajonia-Coburgo-Saalfeld               |  |  |  |  |  |  |  |  |  |  |  |  |  |  |  |
| |                                                                |  |  |  |  |  |  |  |  |  |  |  |  |  |  |  |
| |                                                                |  |  |  |  |  |  |  |  |  |  |  |  |  |  |  |
| | 30. Enrique XXIV, conde de Reuss-Ebersdorf (= 18)              |  |  |  |  |  |  |  |  |  |  |  |  |  |  |  |
| |                                                                |  |  |  |  |  |  |  |  |  |  |  |  |  |  |  |
| |                                                                |  |  |  |  |  |  |  |  |  |  |  |  |  |  |  |
| | 15. Condesa Augusta de Reuss-Ebersdorf (= 9)                   |  |  |  |  |  |  |  |  |  |  |  |  |  |  |  |
| |                                                                |  |  |  |  |  |  |  |  |  |  |  |  |  |  |  |
| |                                                                |  |  |  |  |  |  |  |  |  |  |  |  |  |  |  |
| | 31. Condesa Carolina Ernestina de Erbach-Schönberg (= 19)      |  |  |  |  |  |  |  |  |  |  |  |  |  |  |  |
| |                                                                |  |  |  |  |  |  |  |  |  |  |  |  |  |  |  |
| |                                                                |  |  |  |  |  |  |  |  |  |  |  |  |  |  |  |